# 오시사카노히코히토노오에노미코
오시사카노히코히토노오에노미코(押坂彦人大兄皇子)는 아스카 시대의 황족이다. 비다쓰 천황의 제1황자. 자식은 조메이 천황, 지누노오키미(茅渟王) 등이 있다.